# セリシン
セリシン(Sericin)は、カイコ(Bombyx mori)が絹の生産の際に作るタンパク質である。
カイコが作る絹は、主にセリシンとフィブロインという2つのタンパク質で構成されている。フィブロインが絹の構造の中心にあり、セリシンは繊維の周りを粘着質で覆い、繊維同士がくっつきやすくしている。